# Vilarinho (Lousã)
Vilarinho ist eine Ortschaft und ehemalige Gemeinde im Kreis von Lousã, in Portugal.

## Geschichte
Das erste Dokument, welches die Existenz der Ortschaft belegt, datiert aus dem Jahre 1360, obwohl einige Historiker vermuten, dass der Ort früheren Ursprungs ist. Der Name Vilarinho könnte sich ableiten aus dem römischen Wort „villa“, was auf die Existenz einer kleinen römischen Siedlung hindeuten könnte. Der Ursprung des Namens könnte allerdings auch im Barock liegen. Vilarinho bedeutet nichts anderes als „kleine Ortschaft“. Den Namen Vilarinho findet man in mehreren Orten Portugals.
Während der Napoleonischen Invasionen hat Vilarinho in den Tagen des 14.–16. März 1811 – wie viele der umliegenden Ortschaften – einigen Schaden erlitten, als die französischen Invasionstruppen und ihre Verfolger, das englisch-portugiesische Heer unter Wellington, den Ort passierten. Im nahen Foz de Arouce war es dabei am 15. März zur Schlacht von Foz de Arouce gekommen.
Die zuvor eigenständige Gemeinde Vilarinho wurde mit der Gebietsreform Portugals 2013 mit der Stadtgemeinde Lousãs zusammengelegt, zur neuen Gemeinde Lousã e Vilarinho.

## Sehenswürdigkeiten
Hervorzuheben ist die Barockkirche aus dem Jahre 1750. Sie ist dem Heiligen Petrus geweiht. Die Figuren an der Schaufassade zeigen die Heilige Mutter Gottes mit Kind, den Heiligen Petrus und den Heiligen Paulus. Diese Figuren datieren aus dem 16. Jahrhundert. Als Baustoff für Kirche und Figuren wurde roter Sandstein verwendet. Der Kirchturm ist für vier Glocken konzipiert, allerdings wurden nur drei Glocken aufgehängt, sukzessive in den Jahren 1822, 1893 und 1904. Das Kirchenschiff besteht aus einem Raum. Haupt- und Nebenaltäre sind aus dem 18. Jahrhundert.

## Verwaltung
Vilarinho ist eine ehemalige Gemeinde (Freguesia) im Kreis (Concelho) von Lousã im Distrikt Coimbra. Auf einer Fläche von 25,3 km² leben dort 2679 Einwohner (Stand 30. Juni 2011).
Folgende Ortschaften liegen im Gebiet der ehemaligen Gemeinde:
- Casais
- Prilhão
- Reguengo
- Vilarinho

Im Zuge der kommunalen Neuordnung Portugals nach den Kommunalwahlen am 29. September 2013 wurde die Gemeinde aufgelöst und in die neugeschaffene Stadtgemeinde União das Freguesias de Lousã e Vilarinho integriert.

## Erzeugnisse
Durch das Mikroklima in Vilarinho am Fuße einer Bergkette in der Serra da Lousã begünstigt, wurde traditionell die Anpflanzung von Kastanienbäumen betrieben. So heißt denn auch ein Ortsteil Vilarinhos „Soito“, was nichts anderes bedeutet als Kastanienhain. Die Kastanie oder auch Marone diente in früheren Zeiten als Mehl-Ersatz. Das Wappen zeigt dann auch auf gelb-blauem Grund zwei goldene Kastanienäste mit offenen Fruchtständen. Darunter sind drei Berghügel angedeutet, welche auf die bergige Lage der Ortschaft hinweisen. Ein weiteres wichtiges Erzeugnis der Region ist der Heidekraut-Honig, der sich mit einem ausgeprägten herben Geschmack und einer dunklen und zähen Konsistenz auszeichnet.

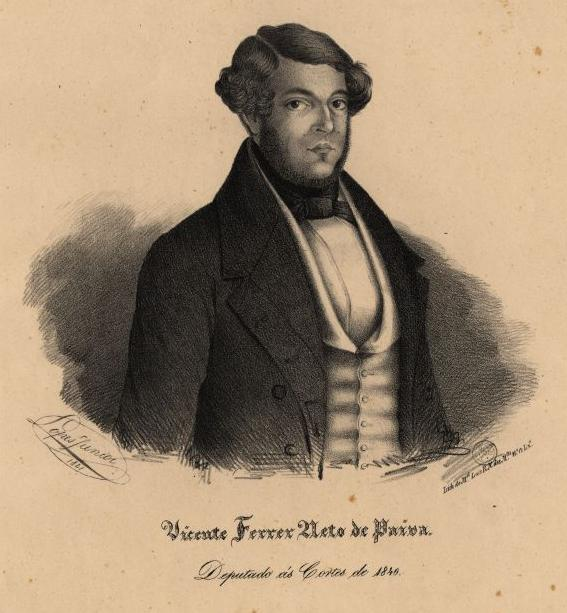
Vicente Ferrer Neto de Paiva

## Söhne und Töchter der Gemeinde
- Vicente Ferrer Neto de Paiva (1798–1886), Philosoph und Politiker, Hochschullehrer an der Universität Coimbra, 1857 Justizminister